# Natividad
Pour les articles homonymes, voir Natividad (homonymie).
Natividad est une municipalité de la province de Pangasinan, aux Philippines.